# Orphnus audeoudi
Orphnus audeoudi är en skalbaggsart som beskrevs av Rudolph Petrovitz 1975. Orphnus audeoudi ingår i släktet Orphnus och familjen Orphnidae. Inga underarter finns listade i Catalogue of Life.